# Heterodontosaurus
Heterodontosaurus („různozubý ještěr“) byl rod vývojově primitivního ptakopánvého dinosaura, žíjícího v období rané jury na území současné jižní Afriky.

## Popis

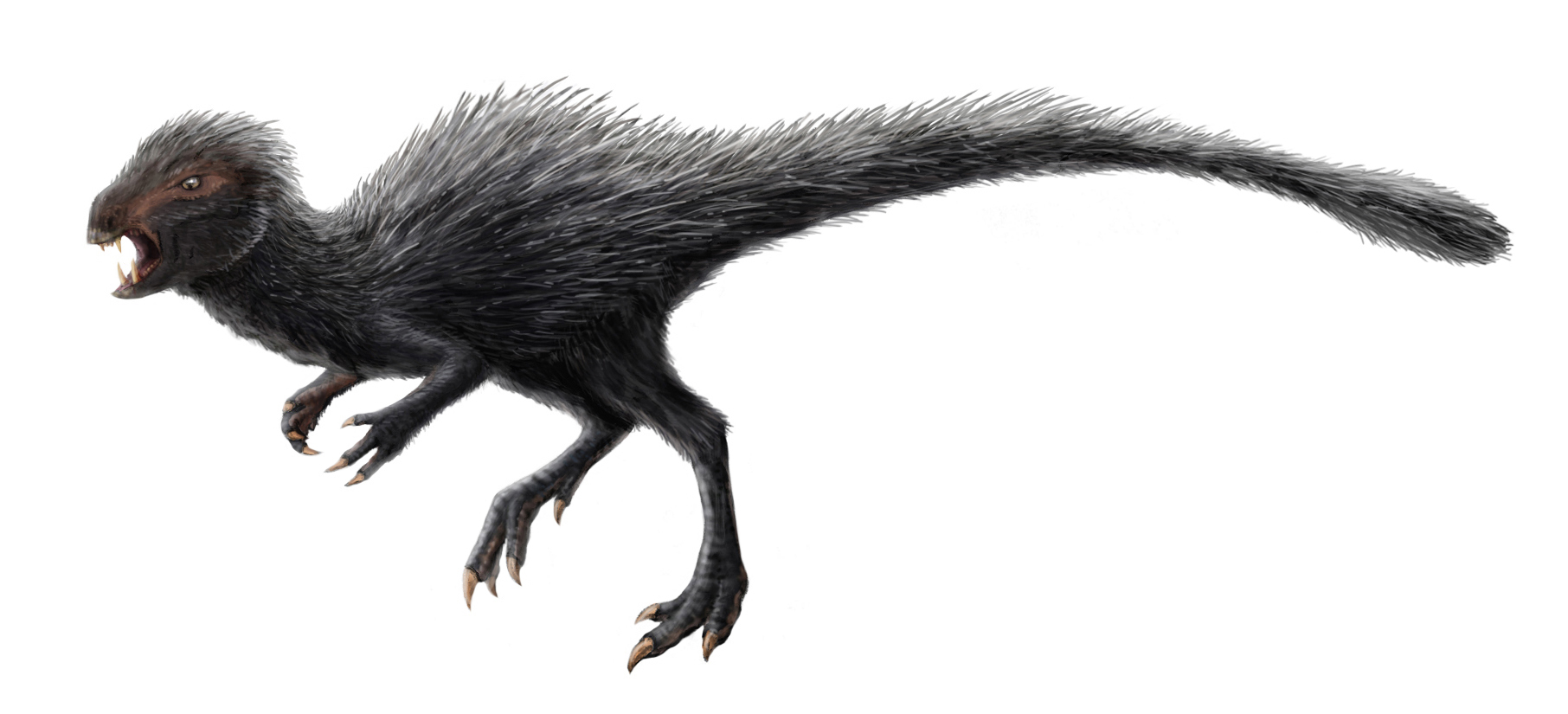
Heterodontosaurus - rekonstrukce přibližného vzezření

Tento malý stádní živočich byl asi 1 až 1,2 m dlouhý a 3,5 nebo 5,2 kg vážící býložravý dinosaurus. Žil přibližně před 199 až 196 milióny let (v období spodní jury). Jeho fosilie byly objeveny v Jihoafrické republice a v Lesothu.
Měl mohutnější stavbu těla a delší, silnější přední končetiny se silným palcovým drápem, kterými během období sucha vyhrabával kořínky. Heterodontosaurus (a celá jeho čeleď) je velmi zajímavý zejména díky chrupu se třemi typy zubů. V přední části horní čelisti měl řezáky (v přední části dolní čelisti je nahradil rohovinový zobák), kterými odkusoval potravu, ostré tesáky a silné stoličky v zadní části čelisti, jimiž potravu rozemílal. Tesáky měli zřejmě jen samci, kteří jich používali jako zbraň, když mezi sebou soupeřili. Našly se totiž lebky bez klů, jinak úplně identické s lebkami vybavenými kly. Pozdější ptakopánví dinosauři už měli vždy obvykle jen jediný typ zubů, přičemž řezáky se jim neujaly a byly nahrazeny rohovinovým zobákem.
Některé anatomické znaky na kostře (přední končetiny, lopatkový pletenec) spojují heterodontosaury s vývojově primitivními sauropodomorfy. V říjnu roku 2008 byla publikována studie, jejímž závěrem je překvapivé zjištění, že tito dinosauři byli spíše omnivorní (všežraví) než pouze býložraví.
Stavba pánevního pletence spolu s hrudním košem mohla být významná také pro respiraci těchto ptakopánvých dinosaurů.